# Mike Gambrill
Michael John „Mike” Gambrill (ur. 23 sierpnia 1935 w Brighton, zm. 8 stycznia 2011 w Kingston upon Thames) – brytyjski kolarz torowy i szosowy, brązowy medalista olimpijski.

## Kariera
Największy sukces w karierze Mike Gambrill osiągnął w 1956 roku, kiedy wspólnie z Johnem Geddesem, Tomem Simpsonem i Donem Burgessem zdobył brązowy medal w drużynowym wyścigu na dochodzenie podczas igrzysk olimpijskich w Melbourne. Był to jedyny medal wywalczony przez Gambrilla na międzynarodowej imprezie tej rangi. W tej samej konkurencji wystartował także na rozgrywanych cztery lata później igrzyskach olimpijskich w Rzymie, ale Brytyjczycy odpadli tam we wczesnej fazie rywalizacji. W 1956 roku zdobył również szosowe mistrzostwo kraju w indywidualnej jeździe na czas. Nigdy nie zdobył medalu na szosowych ani torowych mistrzostwach świata.